# Lendmann
Ne doit pas être confondu avec Landmann (titre).
Lendmann (en vieux norrois lendr maðr) est un titre de haut rang médiéval en Norvège, le lendmann avait des responsabilités militaires et de police. C'est le plus haut rang avant celui de comte. Au XIIIe siècle, il n'y avait que 10 à 20 lendmenn à une époque donnée. La plus ancienne référence à ce titre remonte à un texte d'un scalde durant le règne d'Olaf II de Norvège au début du XIe siècle. Magnus VI de Norvège a aboli le titre de lendmann, pour le remplacer par le titre de baron.

## Lendmann connus
- Ulf de Lauvnes
- Bård Guttormsson
- Alv Erlingsson l'Ancien